# ميخائيل أوبتز
ميخائيل أوبتز (بالألمانية: Michael Opitz)‏ هو لاعب كرة قدم ألماني في مركز الوسط، ولد في 16 يوليو 1962 في Finnentrop ‏ في ألمانيا. شارك مع منتخب ألمانيا تحت 16 سنة لكرة القدم ومنتخب ألمانيا تحت 18 سنة لكرة القدم ومنتخب ألمانيا تحت 21 سنة لكرة القدم. أما مع النوادي، فقد لعب مع شالكه 04.

## وصلات خارجية
- ميخائيل أوبتز على موقع قاعدة بيانات كرة القدم.إي يو (الإنجليزية)
- ميخائيل أوبتز على موقع بيانات كرة القدم. دي إي (الألمانية)
- ميخائيل أوبتز على موقع عالم كرة القدم.نت (الإنجليزية)